# Phenacodes nolalis
Phenacodes nolalis is een vlinder uit de familie van de grasmotten (Crambidae), uit de onderfamilie van de Glaphyriinae. De wetenschappelijke naam van deze soort is voor het eerst gepubliceerd in 1899 door George Francis Hampson.
Deze soort komt voor in Indonesië (Sulawesi}.